# Zhejiang
Chequião ou Zhejiang (em chinês: 浙江; romaniz.: Zhèjiāng (pinyin), Chekiang) é uma província da República Popular da China. Sua capital é Hangzhou (Hancheu). Contém 1375 cantões. Historicamente, a província era designada de Chegueam em português, conforme resulta dos relatos de Galeote Pereira, explorador português, na obra «Algumas Cousas Sabidas da China». A sua capital é Hancheu, historicamente designada de Onchom, em português.